# Latarnia morska Aszdod
Latarnia morska Aszdod – latarnia morska położona na południe od portu Aszdod w mieście Aszdod, w Izraelu. Latarnia wskazuje położenie portu Aszdod we wschodniej części Morza Śródziemnego.
Budynek latarni został wybudowany w 1966 roku. Jest to walcowata betonowa wieża z latarnią. Wieża nie jest malowana i ma szary kolor betonu, natomiast górna połowa latarni jest pomalowana w biało czerwony wzór szachownicy. Latarnia jest uznana za obiekt wojskowy i zamknięta dla dostępu osób nieupoważnionych.

## Dane techniczne
- Wysokość światła: 76 m n.p.m.
- Zasięg światła:
  - 42 Mm (białe)

ARLHS ISR-001

Admiralicja E5967

NGA 113-21260